# Крестовоздвиженка
Кре́стовоздви́женка — село в Константиновском районе Амурской области, Россия. Признано одним из самых комфортных для проживания сёл на территории России. Образует Крестовоздвиженский сельсовет.

## География
Село Крестовоздвиженка расположено на автомобильной дороге областного значения Константиновка — Тамбовка — Благовещенск (Белогорск).
Расстояние до районного центра Константиновского района села Константиновка — 16 км (на юг).
Севернее Крестовоздвиженки находится село Верхний Уртуй, на юго-запад идёт дорога к селу Коврижка, на юго-восток — к селу Ключи.

## Население
| 2002 | 2010  | 2012 | 2013 | 2014 | 2015 | 2016 |
| ---- | ----- | ---- | ---- | ---- | ---- | ---- |
| 1086 | ↘1008 | ↘992 | ↘970 | →970 | ↘968 | →968 |
| 2017 | 2018  | 2019 | 2020 | 2021 |      |      |
| ↗979 | ↗987  | ↘967 | ↘957 | ↘885 |      |      |

По данным переписи 1926 года по Дальневосточному краю, в населённом пункте числилось 212 хозяйств и 1443 жителя (739 мужчин и 704 женщины), из которых преобладающая национальность — украинцы (106 хозяйств).

## Инфраструктура
Село является победителем конкурса «За достижение высоких результатов в сфере устойчивого развития сельских территорий» в рамках программы Российской агропромышленной выставки «Золотая осень — 2013».
Крестовоздвиженка выделяется развитым социальным сектором, превышающим средний уровень учреждений обслуживания. При населении чуть менее 1000 человек в селе находится детский сад, средняя школа на 150 учащихся с мобильным классом и музеем, Дом культуры на 160 мест, библиотека, баня с бассейном, фельдшерско-акушерский пункт, почтовое отделение, торговые предприятия и пекарня, детский дом, сборно-разборная ярмарка, на которой местные фермеры выставляют свою продукцию, пожарный пост и ветеринарный участок.
Хозяйственный сектор села представлен крупным сельскохозяйственным предприятием по разведению свиней и четырьмя фермерскими хозяйствами по выращиванию зерна и сои.